# Sisinnius I. von Konstantinopel
Sisinnius I. von Konstantinopel war von 426 bis 427 der Nachfolger von Atticus (406–426) als Erzbischof von Konstantinopel.
Da nach seinem frühen Tod ein Streit zwischen den verschiedenen kirchlichen Interessengruppen in Konstantinopel entbrannte, die eine Neuwahl erschwerten, ernannte Kaiser Theodosius II. einen auswärtigen Kandidaten: Nestorius (428–431). Dieser war zuvor Vorsteher eines Klosters nahe Antiochien.